# Lejeunea epibrya
Lejeunea epibrya là một loài Rêu trong họ Lejeuneaceae. Loài này được Taylor mô tả khoa học đầu tiên năm 1848.